# Агульяно
Агулья́но (итал. Agugliano) — коммуна в Италии, расположена в области Марке, подчинена административному центру Анкона.
Население коммуны, на 01.01.2024 года, составляет 4649 человека, плотность населения — 213,04 чел./км². Коммуна занимает площадь 21,82 км². 
Почтовый индекс — 60020. Телефонный код — 071.
Покровителем города почитается святой Анастасий Персиянин, день памяти ежегодно отмечается 22 января.
Соседние коммуны: Анкона, Камерата-Пичена, Йези, Польвериджи.